# بريشوف
بريشوف مدينة في شرق سلوفاكيا ومركز أقليم بريشوف.
تعتبر مدينة بريشوف ثالث أكبر مدينة في سلوفاكيا ويبلغ عدد سكان المدينة 91,000 نسمة تقريباً

## المناخ
يظهر الجدول التالي التغييرات المناخية على مدار السنة لبريشوف:
| البيانات المناخية لـبريشوف        | البيانات المناخية لـبريشوف | البيانات المناخية لـبريشوف | البيانات المناخية لـبريشوف | البيانات المناخية لـبريشوف | البيانات المناخية لـبريشوف | البيانات المناخية لـبريشوف | البيانات المناخية لـبريشوف | البيانات المناخية لـبريشوف | البيانات المناخية لـبريشوف | البيانات المناخية لـبريشوف | البيانات المناخية لـبريشوف | البيانات المناخية لـبريشوف | البيانات المناخية لـبريشوف |
| الشهر                             | يناير                      | فبراير                     | مارس                       | أبريل                      | مايو                       | يونيو                      | يوليو                      | أغسطس                      | سبتمبر                     | أكتوبر                     | نوفمبر                     | ديسمبر                     | المعدل السنوي              |
| --------------------------------- | -------------------------- | -------------------------- | -------------------------- | -------------------------- | -------------------------- | -------------------------- | -------------------------- | -------------------------- | -------------------------- | -------------------------- | -------------------------- | -------------------------- | -------------------------- |
| متوسط درجة الحرارة الكبرى °م (°ف) | −0.6 (30.9)                | 1.7 (35.1)                 | 8.3 (46.9)                 | 13.9 (57.0)                | 19.4 (66.9)                | 22.2 (72.0)                | 23.9 (75.0)                | 23.9 (75.0)                | 20.0 (68.0)                | 13.9 (57.0)                | 5.6 (42.1)                 | 1.1 (34.0)                 | 12.8 (55.0)                |
| المتوسط اليومي °م (°ف)            | −3.3 (26.1)                | −1.7 (28.9)                | 3.9 (39.0)                 | 8.9 (48.0)                 | 13.9 (57.0)                | 16.7 (62.1)                | 18.3 (64.9)                | 17.8 (64.0)                | 14.4 (57.9)                | 9.4 (48.9)                 | 2.8 (37.0)                 | −1.7 (28.9)                | 8.3 (46.9)                 |
| متوسط درجة الحرارة الصغرى °م (°ف) | −6.1 (21.0)                | −5.0 (23.0)                | −0.6 (30.9)                | 3.3 (37.9)                 | 8.3 (46.9)                 | 11.1 (52.0)                | 12.2 (54.0)                | 11.7 (53.1)                | 8.9 (48.0)                 | 4.4 (39.9)                 | 0.0 (32.0)                 | −3.9 (25.0)                | 3.7 (38.6)                 |
| الهطول مم (إنش)                   | 33 (1.3)                   | 28 (1.1)                   | 34 (1.3)                   | 47 (1.9)                   | 66 (2.6)                   | 92 (3.6)                   | 78 (3.1)                   | 72 (2.8)                   | 51 (2.0)                   | 40 (1.6)                   | 46 (1.8)                   | 35 (1.4)                   | 622 (24.5)                 |
| المصدر:                           |                            |                            |                            |                            |                            |                            |                            |                            |                            |                            |                            |                            |                            |

## توأمة
لبريشوف اتفاقيات توأمة مع كل من:
- براغ
- غابروفو (2004 - )[6]
- نوفي سونتس [7]
- نيرغهازا (1975 - )
- موكاجيفا
- رمشايد
- كيراتسيني
- لا كورنوف
- بروغيريو
- ريشون لتسيون
- بيتسبرغ

## أعلام
- فيليام ماكو
- مارتن باران
- ثيودور فوكس
- كايلا كول
- ماريك شبيلار
- لاديسلاف بافلوفيتش
- رودلف هورفاث

## وصلات خارجية
- الموقع الرسمي لمدينة بريشوف
- الموقع الرسمي للنقل والمواصلات العامة